# Trigonia bracteata
Trigonia bracteata är en tvåhjärtbladig växtart som beskrevs av E. Lleras. Trigonia bracteata ingår i släktet Trigonia och familjen Trigoniaceae. Inga underarter finns listade i Catalogue of Life.